# Franz Termer
Karl Ferdinand Franz Termer (Berlín, 5 de juliol de 1894 - Hamburg, 15 d'abril de 1968) va ser un etnòleg i geògraf alemany.
Franz Termer va ser des de 1929 professor de Geografia i Etnologia a la Universitat Julius-Maximilians de Würzburg. El 1934 passá a la Universitat d'Hamburg, on va impartir classes d'etnologia. De 1935 a 1962 va ser director del Museu d'Etnologia d'Hamburg. El 1940 fou elegit membre de l'Acadèmia de les Ciències (Leopoldina).
Els seus interessos de recerca es van centrar sobre les cultures indígenes centreamericanes, especialment la cultura maia.